# Suze-la-Rousse
Suze-la-Rousse is een gemeente in het Franse departement Drôme (regio Auvergne-Rhône-Alpes). De plaats maakt deel uit van het arrondissement Nyons. Suze-la-Rousse telde op 1 januari 2022 2.067 inwoners.

## Wijnbouw en oenologie
Suze-la-Rousse ligt in het hart van de wijngaarden van de Rhônevallei. Aan de voet van het kasteel bevindt zich de Université du vin, een instelling bestuurd door de conseil général de la Drôme, gevestigd in Valence. De faciliteit, met zijn laboratoria en proeflokalen, is uniek in Europa en biedt cursussen in oenologie, marketing en management voor de wijnindustrie. 

## Geschiedenis
In de Middeleeuwen was Suze-la-Rousse de belangrijkste stad van de historische regio Tricastin, voormalig woongebied van de Tricastini. Het kasteel van Suze werd in de 12e eeuw gebouwd door de prinsen van Orange op de plaats van een jachtslot dat Karel de Grote aan zijn neef Willem met de Hoorn schonk. Met zijn versterkte middeleeuwse muren domineerde dit fort de omgeving en garandeerde het de veiligheid van de bewoners. Tijdens de renaissance maakten de prinsen van Orange er hun buitenverblijf van.

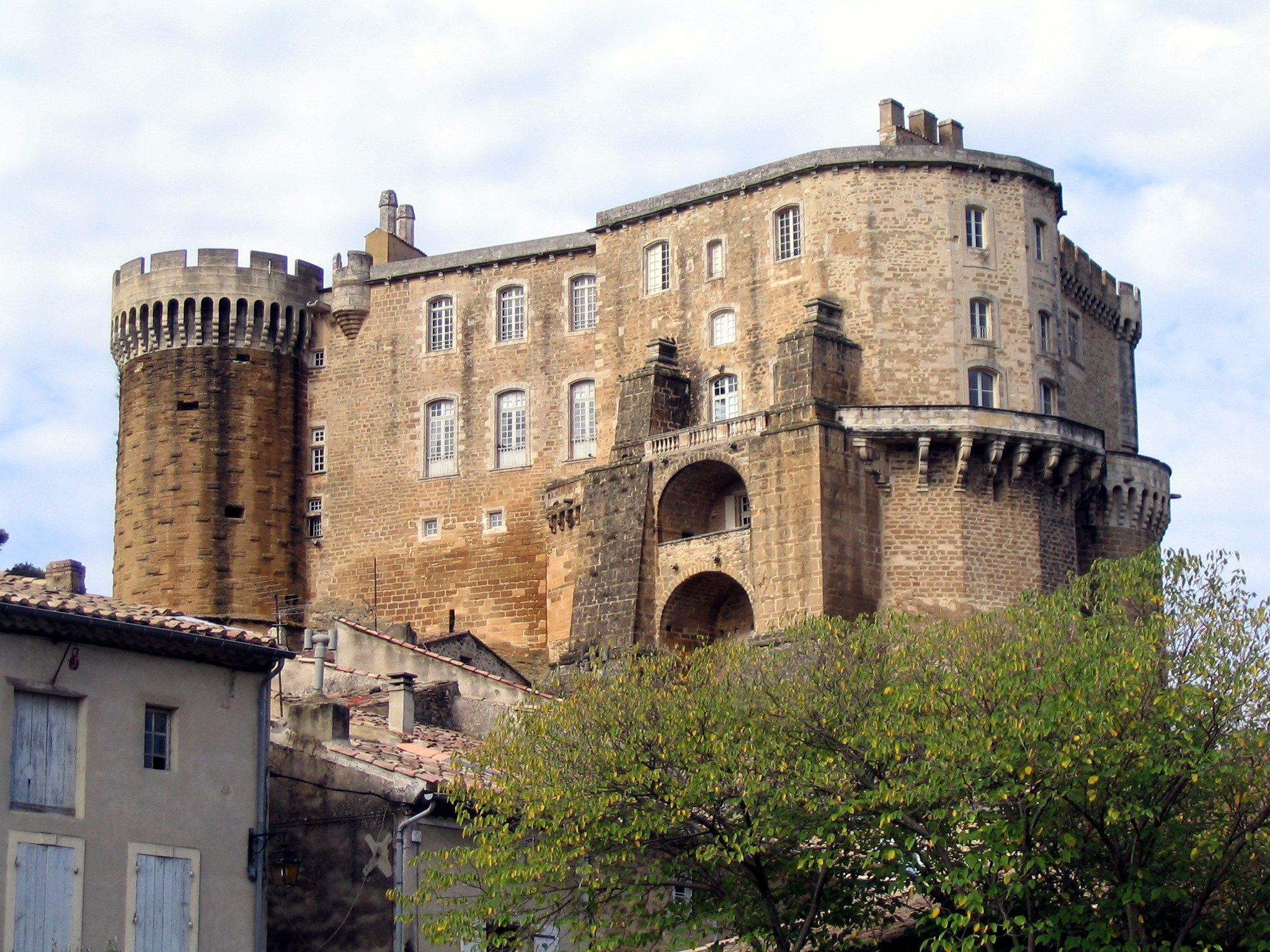
Kasteel
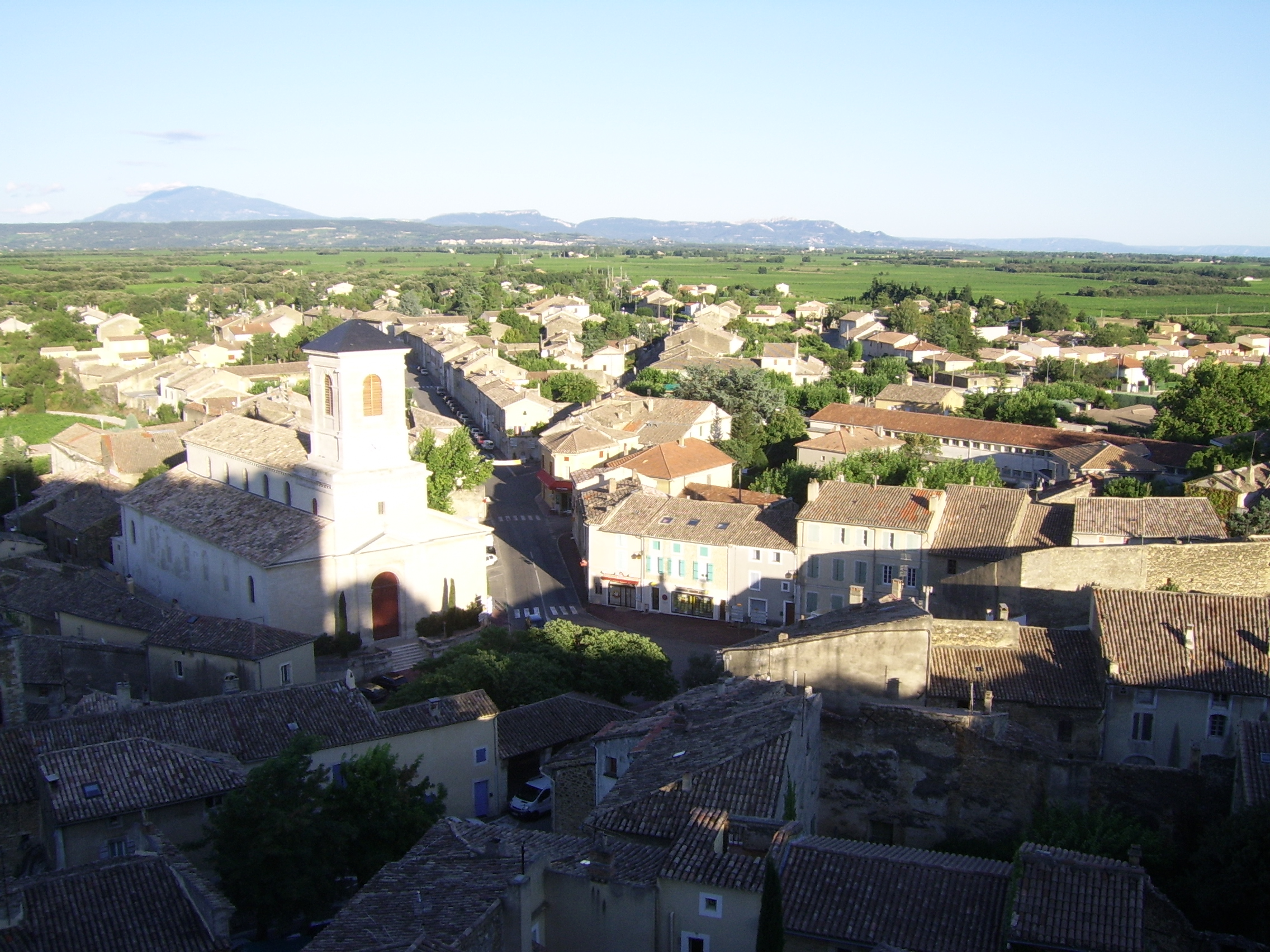
Luchtfoto

## Geografie
De oppervlakte van Suze-la-Rousse bedraagt 30,6 vierkante kilometer; de bevolkingsdichtheid is 70 inwoners per km² (per 1 januari 2019).
De plaats  ligt op 10 km ten zuidoosten van Saint-Paul-Trois-Châteaux en 18 km ten noorden van Orange. Ze ligt aan de linkeroever van de Lez en vanuit het dorp heeft men een duidelijk uitzicht op de Mont Ventoux, het Lance-gebergte en de uitlopers van de Dauphiné-Alpen. De naburige plaatsen zijn Bollène, Rochegude, Tulette, Sainte-Cécile-les-Vignes, Bouchet, La Baume-de-Transit, Solérieux en Saint-Restitut.

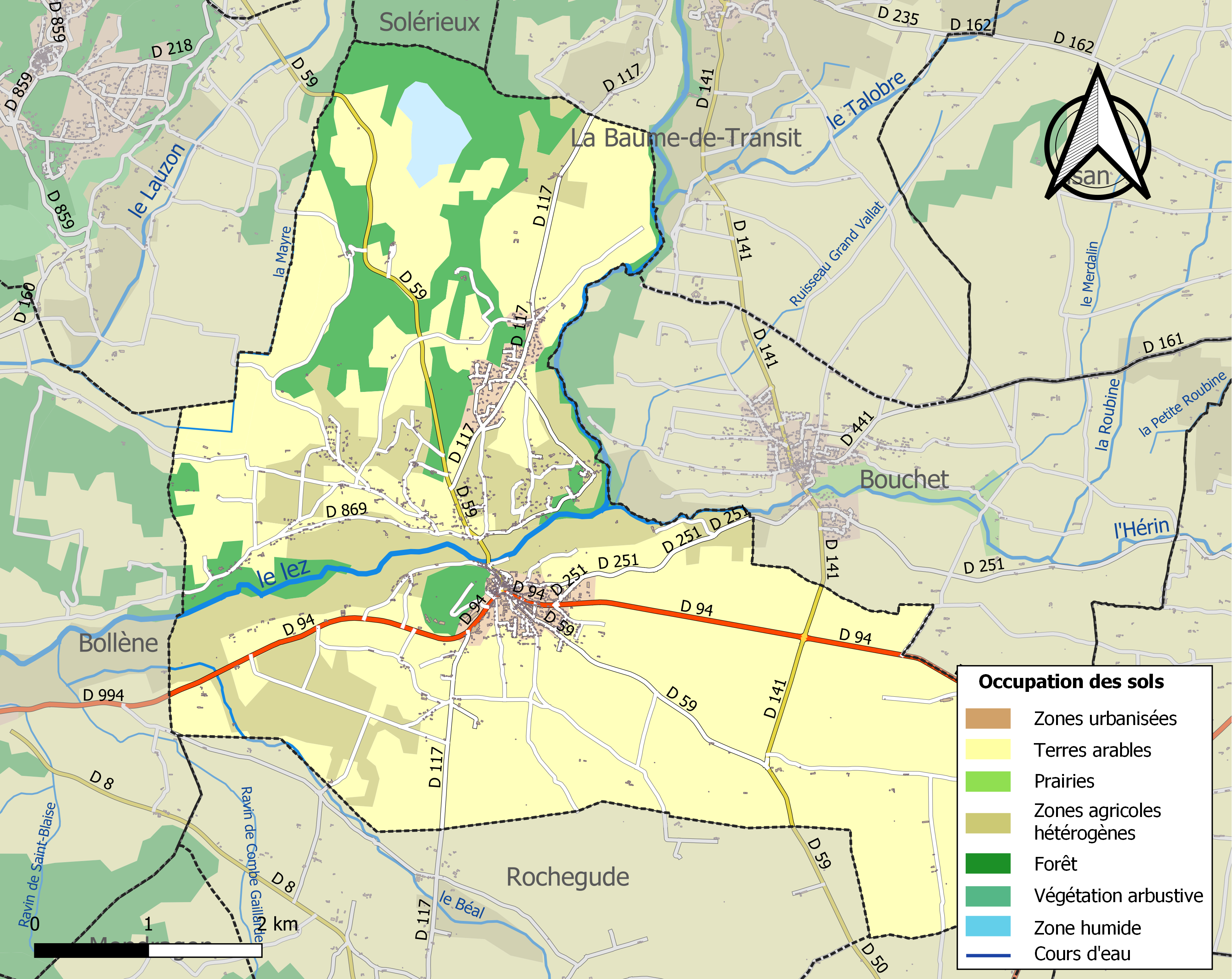
Kaart van de gemeente met belangrijkste infrastructuur, bodemgebruik en omliggende gemeenten

## Demografie
Onderstaande figuur toont het verloop van het inwonertal (bron: INSEE-tellingen).